# Frank Arens
Frank Arens (* 27. Februar 1969 in Jülich) ist ein ehemaliger deutscher Handballspieler.

## Karriere
Der 1,96 m große Rückraumspieler spielte in seiner Jugend für Borussia Inden und in Weiden. 1989 verpflichtete ihn der amtierende Meister TUSEM Essen. Mit dem Traditionsverein gewann der Rechtshänder 1991 und 1992 den DHB-Pokal sowie 1994 den Euro-City-Cup. Am 13. Februar 1994 kollidierte er in einem Heimspiel gegen den VfL Gummersbach mit dem Nationaltorhüter Andreas Thiel, wobei dieser sich den linken Unterschenkel brach. In der Bundesliga warf Arens bis Sommer 2000 insgesamt 814 Tore, darunter 203 Siebenmeter. Anschließend lief er für den Regionalligisten TV Angermund auf.
Für die deutsche Nationalmannschaft bestritt Frank Arens neun Länderspiele.